# Nguyễn Trác
Nguyễn Trác (4 tháng 11 năm 1904 – 11 tháng 8 năm 1986), bí danh Thiều, là một chính trị gia người Việt Nam. Sinh ngày 4-11-1904, tại làng Hà Thanh, tổng Hạ Nông, phủ Điện Bàn, nay là làng Hà Tây, xã Điện Hòa, thị xã Điện Bàn, tỉnh Quảng Nam.
Nguyên Thứ trưởng Bộ Tư Pháp, Bí thư Đảng Đoàn, nguyên Phó Chánh án Toàn án Nhân dân tối cao, nguyên Bí thư tỉnh ủy Quảng Nam, nguyên bí thư Xứ ủy Trung Kỳ. Ông được Chủ tịch nước Cộng hoà xã hội chủ nghĩa Việt Nam truy tặng huân chương Sao Vàng, huân chương Hồ Chí Minh và huân chương Độc lập.

## Gia cảnh
Đồng chí Nguyễn Trác, bí danh Thiều, sinh ngày 4-11-1904, tại làng Hà Thanh, tổng Hạ Nông, phủ Điện Bàn, nay là làng Hà Tây, xã Điện Hòa, thị xã Điện Bàn, tỉnh Quảng Nam. Đồng chí tham gia cách mạng, đến cuối năm 1937 vinh dự được bầu làm Phó Bí thư Xứ ủy Trung Kỳ, kiêm Bí thư Tỉnh ủy Quảng Nam phụ trách các tỉnh từ Đà Nẵng trở vào.
Sinh ra và lớn lên trong gia đình có truyền thống Cách mạng. Sau khi học hết năm thứ hai bậc trung học cơ sản, ông quyết định rời khỏi gia đình vào Sài Gòn làm công nhân cho một hãng buôn.

## Sự nghiệp chính trị
Ngày 20 tháng 7 năm 1930, Nguyễn Trác được kết nạp vào Đảng Cộng sản Việt Nam tại Chi bộ hãng Charner - trực thuộc Tỉnh ủy Sài Gòn. Tháng 10 năm 1930, ông được Thành ủy Sài Gòn bổ nhiệm làm Bí thư Chi bộ Charner. Ông nắm quyền lãnh đạo cuộc đấu tranh của công nhân và nhân viên xưởng buôn Charner yêu cầu cải thiện chất lượng đời sống vào ngày 21 tháng 1 năm 1931. Chủ hãng buôn Charner nghi ngờ ông cầm đầu tổ chức cuộc đấu tranh nên đã bắt và đưa ông về Sở mật thám Catinat. Đến đầu tháng 5 năm 1933, thực dân Pháp mở phiên tòa xét xử đặc biệt, tuyên án ông 10 năm tù và đày đi nhà tù Côn Đảo. Ở nhà tù Côn Đảo, ông được yêu cầu lãnh đạo phong trào đấu tranh và được cử làm Bí thư một chi bộ. Sau đó,  ông cùng với chi bộ nhà lao thành lập Chi bộ Bang II và được cử làm Bí thư Chi bộ kiêm phụ trách Ban đời sống Bang II trong các năm 1934, 1935, 1936. Tháng 7 năm 1936, ông được trao trả tự do.
Trong thời gian giữ chức Bí thư Tỉnh ủy lâm thời Quảng Nam, ông đã cùng tập thể Tỉnh ủy lãnh đạo nhiều phong trào đấu tranh như hưởng ứng phong trào Đông Dương đại hội, lấy chữ ký kiến nghị gửi cho phái đoàn nghị sĩ Pháp sang Đông Dương điều tra tình hình, vận động bầu Phan Thanh vào Viện Dân biểu Trung kỳ khóa III, để tang bà Thái Thị Bôi.
Ngày 15 tháng 11 năm 1938, Nguyễn Trác bị Thực dân Pháp bắt và bị tuyên án 1 năm tù khi phong trào chống thực dân Pháp tăng thuế nổ ra, sau đó tăng lên 5 năm tù vì tội tham gia tổ chức Đảng, âm mưu lật đổ chính quyền quốc gia. Sau cùng, Thực dân Pháp bắt đày ông đi các nhà lao Quy Nhơn, Buôn Ma Thuột. Đến năm 1943, ông mãn hạn tù và bị đưa đi an trí ở Đắk Tô tỉnh Kon Tum.
Từ năm 1945 đến năm 1966 ông trải qua nhiều chức vụ quan trọng như Bí thư thành ủy Đà Nẵng, Chánh án Toà án khu vưc Thuận Hoá, Giám đốc Vụ hình hộ, Giám đốc Sở tư pháp. Từ tháng 5 năm1958 đến tháng 10 năm1959, ông giữ chức Thứ trưởng Bộ Tư pháp, Bí thư Đảng đoàn, từ 1960 - 1966 ông là Phó Chánh án Tòa án Nhân dân tối cao. Ông cũng là đại biểu Quốc hội khóa II (1960 - 1964), đơn vị tỉnh Nghệ An. Năm 1966 ông được bầu làm Phó trưởng ban thường trực Ban pháp chế Trung Ương. Đến năm 1979 thì ông nghỉ hưu.
| Năm            | Chức vụ |
| -------------- | --- |
| 10/1930        | Bí thư chi bộ xưởng Charner                                                                                                  |
| 1934-7/1936    | Bí thư chi bộ kiêm phụ trách Ban II nhà tù Côn Đảo                                                                           |
| 10/1936        | Bí thư tỉnh ủy lâm thời Quảng Nam                                                                                            |
| 12/1937        | Phó bí thư xứ ủy Trung Kì Bí thư tỉnh ủy lâm thời Quãng Nam                                                                  |
| 7/1945         | Bí thư thành ủy Đà Nẵng Phó Chủ tịch Ủy ban khởi nghĩa Đà Nẵng Ủy viên Quân sự và Ủy viên tư pháp Thành phố Đà Nẵng lâm thời |
| 11/1945        | Chánh án toà án quân sự khu vực Thuận Hoá (Gồm 5 tỉnh từ Quãng Trị đến Quãng Ngãi)                                           |
| 1946           | Công tố Ủy Viên Toà án quân sự Liên khu 4                                                                                    |
| 1950           | Giám đốc Sở tư pháp Liên khu 4                                                                                               |
| 1954           | Phó trưởng đoàn cán bộ Bộ Tư pháp                                                                                            |
| 1/1955         | Công tố Ủy viên toà án Nhân dân thành phố Hà Nội Giám đốc Vụ hình hộ, Bộ Tư pháp                                             |
| 5/1958-10/1959 | Thứ trưởng Bộ Tư Pháp Bí thư Đảng Đoàn                                                                                       |
| 1960-1966      | Phó Chánh án Toà án Nhân dân Tối cao                                                                                         |
| 1960-1964      | Đại biểu Quốc hội khoá II thuộc tỉnh Nghệ An                                                                                 |
| 1966           | Phó trưởng ban thường trực Ban Pháp chế Trung Ương.                                                                          |
| 4/1979         | Ông nghỉ hưu. |

## Khen tặng
Với những đóng góp của mình cho sự nghiệp chính trị Nguyễn Trác đã được Nhà nước Cộng hoà xã hội chủ nghĩa Việt Nam truy tặng Huân chương Hồ Chí Minh và Huân chương Độc lập hạng Nhất.
Ngày 11 tháng 7 năm 2013 Nguyễn Trác được Chủ tịch nước Cộng hoà xã hội chủ nghĩa Việt Nam truy tặng Huân chương Sao vàng.
Có nhiều con đường mang tên ông như:
- Đường Nguyễn Trác, quận Hà Đông, thành phố Hà Nội
- Đường Nguyễn Trác, thành phố Phan Rang - Tháp Chàm, tỉnh Ninh Thuận
- Đường Nguyễn Trác, thành phố Buôn Ma Thuột tỉnh Đắk Lắk
- Đường Nguyễn Trác, quận Hải Châu, thành phố Đà Nẵng
- Đường Nguyễn Trác, thành phố Tam Kỳ tỉnh Quảng Nam...